# Inwolucja (embriologia)
Inwolucja – proces składowy gastrulacji występujący np. u zarodków płazów i ryb, polegający na zawinięciu się (wpukleniu) blastodermy (ściany blastuli) pod spód, do blastocelu, i przemieszczaniu się komórek po jego powierzchni wewnętrznej. Inna sytuacja występuje np. u zarodków ptaków czy ssaków, gdzie komórki epiblastu wchodzą do pierwotnej jamy ciała pojedynczo i w wolnym tempie.